# 巨港郑和清真寺
郑和清真寺是位于印度尼西亚巨港市查卡巴林的一座清真寺。该清真寺由印尼中华伊斯兰教联合会筹建。前掌事伊玛目Ustadz Choirul Rizal能够记住古兰经中的30卷。现任伊玛目Ustadz Miftah也是一名哈菲兹（能够完全牢记古兰经的男子）。
该清真寺融合了中式建筑、马来建筑与印尼建筑风格。该寺也是免费学习伊斯兰知识的场所。清真寺的建设动工于2003年，于2006年举行落成典礼，2008年正式对外开放。土地由政府划拨，建设初期的预算约为1.5亿印尼盾，由印尼中华伊斯兰教联合会筹集。郑和清真寺被认为是在印度尼西亚社会背景下文化多样性的证明以及对华人文化和回教文化特征的表达。清真寺所在的巨港市与郑和将军关系紧密，他在世界各地的航行中，曾在巨港市停留了4次。

## 建筑
清真寺有两层楼，能容纳约600位教徒。它具有独特的建筑设计，将当地的文化元素与中国和阿拉伯建筑风格相结合。清真寺位于中产阶层的住宅区域内，面积约5,000平方米。清真寺两边风格迥异的叫拜樓，设计灵感来自于中国的宝塔，漆成了红色和翠绿色；有5层，17米高，旁边还设有练经堂。

## 功能
清真寺的功能不仅仅是一个礼拜场所。清真寺还举办各种宗教和公民活动，成为了巨港市的旅游胜地，吸引来自世界各地的游客。男性祈祷厅位于一楼，女性祈祷厅一层位于二楼。附属设施还有伊玛目的小型住所、行政办公室、图书馆和多功能厅。